# Аккудык (Северо-Казахстанская область)
Аккудык (каз. Аққұдық, до 2009 г. — Аккудук, до 2000 г. — Комсомольское) — село в Уалихановском районе Северо-Казахстанской области Казахстана. Административный центр Карасуского сельского округа. Код КАТО — 596443100.

## История
Основано в 1954 г. До 2000 года носило название — Комсомольское. В 1961 по 1996 г. — центральная усадьба совхоза «Комсомольский».

## Население
В 1999 году население села составляло 827 человек (418 мужчин и 409 женщин). По данным переписи 2009 года, в селе проживало 347 человек (174 мужчины и 173 женщины).